# Termes romanes dels Banys d'Arles
Les termes romanes dels Banys d'Arles, a la comuna dels Banys d'Arles i Palaldà, a la comarca del Vallespir (Catalunya del Nord), són un establiment termal d'origen romà que està actualment en actiu.
Estan situades al sud del poble, entre la Plaça del Mariscal Joffre, la Plaça d'Aragó i el Camí del Fort, a l'esquerra del Montdony i a sota i al sud-est del Fort dels Banys.
Les termes es van establir a partir d'una font que dona aigües riques en sofre, que surten a una temperatura de 63 °C i tenen fama per al tractament del reumatisme.
Els edificis actuals inclouen una gran sala romana coberta amb volta, i hi havia una sala més gran amb la piscina al centre, que ha estat restaurada.
Dins del recinte de les termes es va fundar el 778 el monestir de Santa Maria del Vallespir, després Santa Maria d'Arles. Més tard, s'hi erigí l'església de Sant Quintí d'Arles, documentada el 869, i que va ser reformada al segle xi i al segle xiv, i s'acabà enderrocant el 1932 per construir les cambres de l'hotel termal.
Foren declarats monument històric el 1905.